# Numeniastes
Numeniastes là một chi bướm đêm thuộc họ Noctuidae.